# Drive My Car
«Drive My Car» –en español: «Conduce mi coche»– es una canción escrita por Paul McCartney (acreditada a Lennon-McCartney), con la colaboración lírica de John Lennon y lanzada por primera vez en el álbum Rubber Soul de 1965. La optimista y alegre canción fue utilizada como la apertura del disco.

## Letra
De acuerdo a McCartney la canción "es un eufemismo para el sexo del viejo blues". También describe la canción (junto con Norwegian Wood (This Bird Has Flown), ambas de Rubber Soul) como un "número de comedia" en el Melody Maker, dos días después de la grabación de la canción.

## Composición
Cuando McCartney llegó a la casa de Lennon en Weybridge para una sesión de composición tenía el tema en la cabeza, pero "la letra era desastrosa, y yo lo sabía". El estribillo empezaba: "Puedes comprarme anillos de diamantes", una manida frase que ya habían usado dos veces antes, en Can't Buy Me Love y I Feel Fine. Lennon desestimó la letra como "basura" y "demasiado blanda". Decidieron reescribir la letra y después de ciertas dificultades  llegaron a la frase "drive my car" (conduce mi coche). El resto de la letra fluyó fácilmente desde ese punto.

## Grabación
Drive My Car fue grabada por The Beatles en los Estudios Abbey Road el 13 de octubre de 1965, en una extensa sesión que pasó de la medianoche. McCartney trabajó a la par con George Harrison y ambos grabaron la pista de la base rítmica, "doblando" la línea del bajo con la guitarra base por sugerencia de Harrison, quien había estado escuchando Respect de Otis Redding en aquel momento.
McCartney tocó el solo de guitarra, aunque Harrison tocó el riff de guitarra que dobla al bajo en la canción.

## Personal
- Paul McCartney - voz principal, guitarra principal, bajo y piano.
- John Lennon - voz principal, coros y pandereta.
- George Harrison - guitarra rítmica y coros.
- Ringo Starr - batería y cencerro.